# Jeruzal (condado de Białobrzegi)
Jeruzal es un pueblo de Polonia, en Mazovia.  Se encuentra en el distrito (Gmina) de Wyśmierzyce, perteneciente al condado (Powiat) de Białobrzegi. Se encuentra aproximadamente a 5 km al este de Wyśmierzyce, 6 km al suroeste de Białobrzegi, y a 67 km  al sur de Varsovia. Su población es de 40 habitantes.
Entre 1975 y 1998 perteneció al voivodato de Radom.